# Rasmus Marvits
Rasmus Marvits (Hvidovre, 14 juli 1978) is een Deens voormalig voetballer die hoofdzakelijk als verdediger speelde. 

## Carrière
- 1996-2001: Lyngby BK
- 2001-2004: FC Nordsjælland
- 2004-2005: Køge BK
- 2005-2007: AC Horsens
- 2007-2010: Lyngby BK
  - 2009: → Brønshøj BK